# Сьосоїн

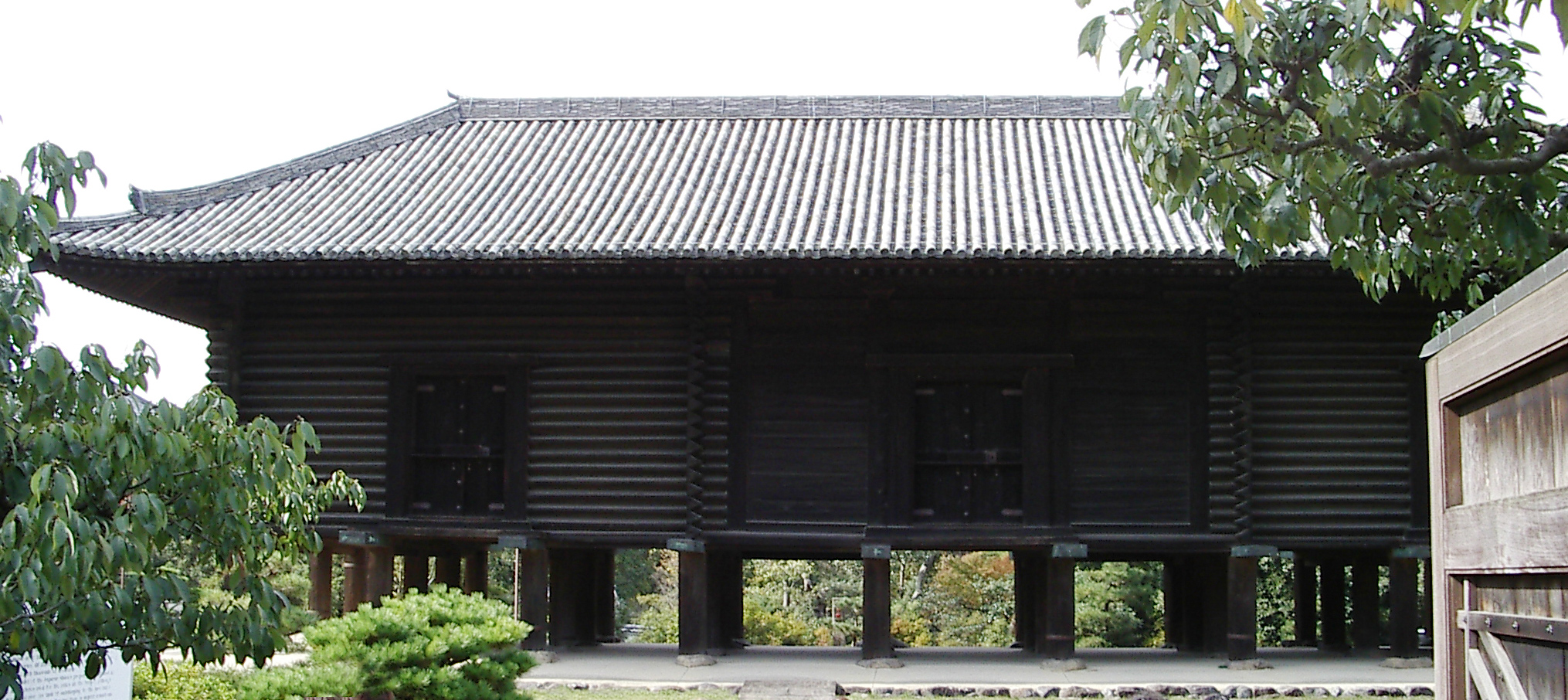
Комора Сьосоїн

Сьо́соїн (яп. 正倉院, しょうそういん) — загальна назва трьох комор на підпорах, розташованих на північному заході від Зали Великого Будди монастиря Тодайдзі в місті Нара префектури Нара, в Японії. З 8 століття виконують функцію скарбниці Імператорського дому Японії та монастиря Тодайдзі. 
Складається з Південної, Центральної і Північної комор. Стіни першої і третьої виконані з балок зрубом, а другої — з дощок в дотик. 
Комори зберігають коштовності Імператорів Японії, починаючи від Імператора Сьому, і містять чимало раритетів з Персії, Індії, Китаю, що потрапили до Японії по шовковому шляху. Частина скарбів виставлені на показ у музеях Нари. 
З 19 століття Сьосоїн перебуває під контролем Агенції Імператорського дому Японії.